# Dänische Krone

Wechselkurs zum Euro seit 1999

Die Dänische Krone (dänisch: im Singular dansk krone, im Plural danske kroner; Abkürzung: dkr) ist seit dem 1. Januar 1875 die offizielle Währung des Königreichs Dänemark, einschließlich der autonomen Provinzen Grönland und Färöer. Anders als die grönländischen unterscheiden sich die färöischen Banknoten durch ihr landesspezifisches Design.
Die Krone unterliegt dem Wechselkursmechanismus II und ist somit seit der Einführung des Euro am 1. Januar 1999 an diesen gebunden. Die Krone wird von der Dänischen Nationalbank in fünf verschiedenen Banknotenwerten und sechs verschiedenen Münzwerten in Kronen und Øre ausgegeben. Dabei ist die dänische Krone in 100 Øre unterteilt, wobei derzeit die kleinste Münze einen Wert von 50 Øre hat.

## Geschichte

### Vorgeschichte

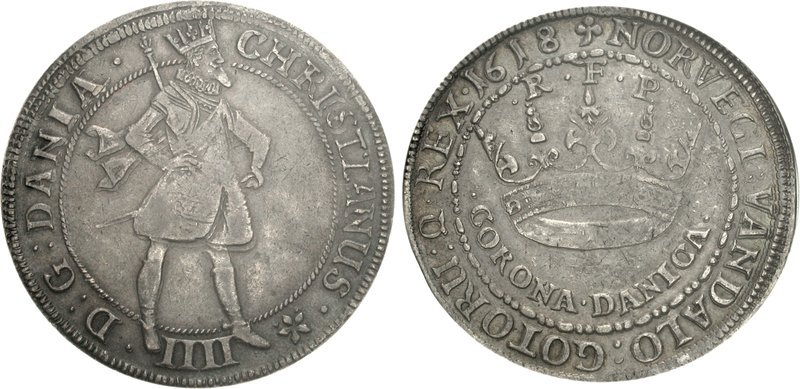
Corona Danica von 1618

Die ältesten bislang bekannten dänischen Münzen wurden im Jahr 995 geprägt. Im Mittelalter galt wie in weiten Teilen Europas ein Silberstandard. Phasen der Münzverschlechterung wechselten sich mit Versuchen ab, das Münzwesen auf solide Füße zu stellen. Geprägt wurden im Mittelalter Pfennige (denari) nach englischem Vorbild, bald auch Schillinge nach Lübecker Vorbild und ab der Frühneuzeit überdies Taler (Rigsdaler) und Mark.
Im Jahr 1618 wurde erstmals als neue Währungseinheit die Krone eingeführt. Ihr Name war Corona Danica. Sie galt zunächst 1½ gute dänische Reichstaler (Rigsdaler Species) und wurde in 96 Kroneskillinger eingeteilt. Die erste Kronenwährung konnte sich allerdings nicht lange halten.
Das 18. Jahrhundert brachte Dänemark die Einführung von Banknoten und wiederholte fiskalische Krisen. Verstärkt durch die auch finanziell unglückliche Entwicklung der Napoleonischen Kriege geriet der dänische Staat 1813 in einen faktischen Staatsbankrott.

### Einführung der Krone und Skandinavische Münzunion (1873–1924)

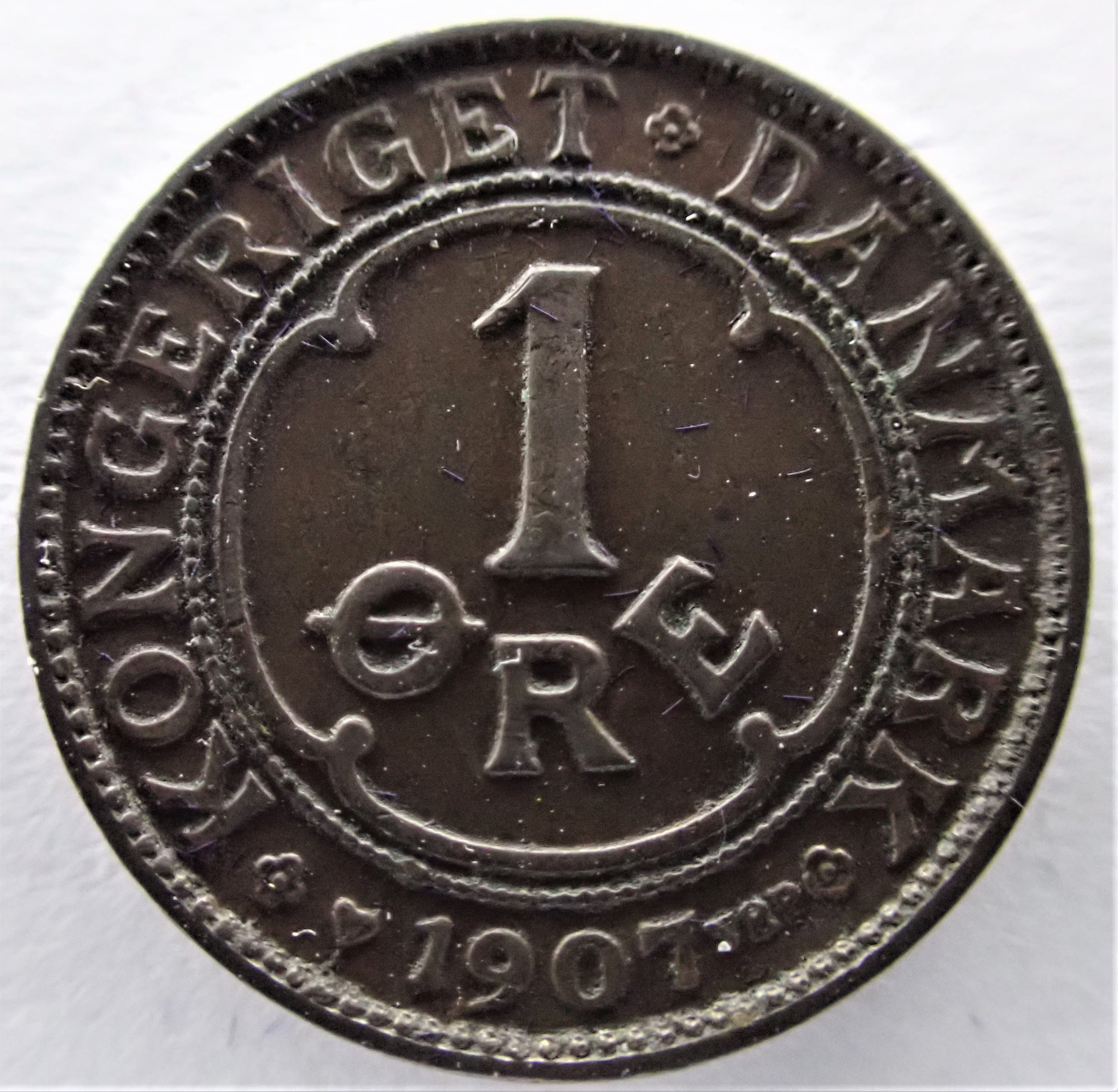
1-Øre-Münze, Dänemark, 1907

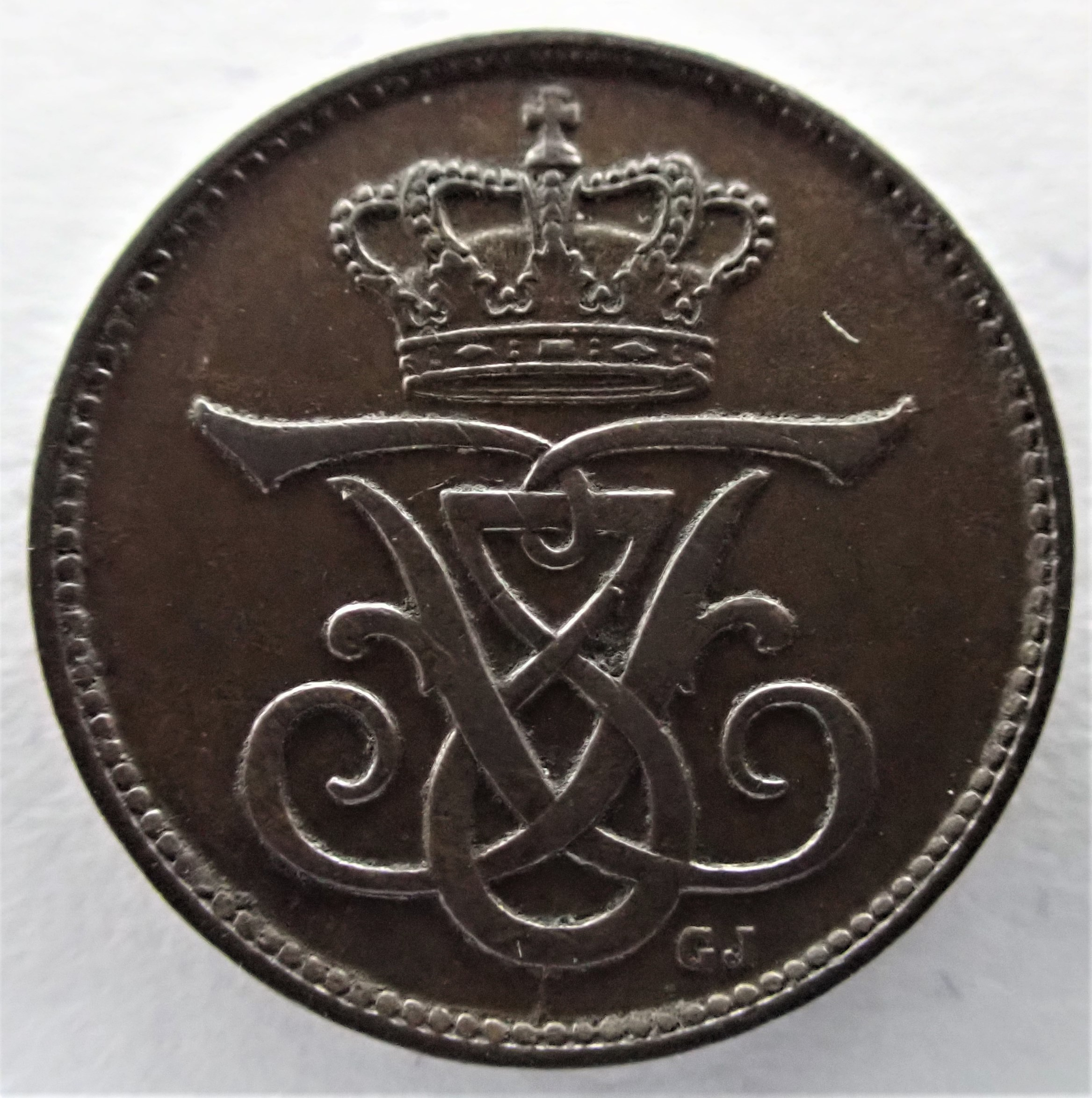
1-Øre-Münze von 1907, Monogrammseite

1873 wurde ein neues Münzgesetz verabschiedet, das am 1. Januar 1875 in Kraft trat. Zu diesem Zeitpunkt wurden die dänischen Kronen und Øre eingeführt und ersetzten damit den vorher gültigen Reichstaler (Rigsdaler). Der dänische Reichstaler wurde dabei im Verhältnis 1:2 getauscht, man bekam also 2 Kronen für einen Taler. Mit der Einführung der Krone erfolgte gleichzeitig die Umstellung auf die Dezimalwährung im Rahmen der Skandinavischen Münzunion.
Die Skandinavische Währungsunion wurde 1873 zwischen Dänemark und Schweden als Münzunion gegründet, der sich 1877 auch Norwegen anschloss. Die auch Nordischer Münzbund genannte Union wurde gegründet, um gegenüber den wichtigsten Handelspartnern England und Deutschland, die bereits 1819 beziehungsweise 1873 den Goldstandard eingeführt hatten, keine wirtschaftlichen Nachteile befürchten zu müssen. Dabei löste der nun in den drei Ländern eingeführte Goldstandard die vorher gültige Orientierung am Silber ab. Anfangs wurde in der Währungsunion geregelt, dass einheitliche Goldmünzen, die sich nur durch die nationalen Prägestempel unterschieden, in allen drei Ländern genutzt werden konnten. Im Jahr 1894 wurde diese Regelung auch auf Banknoten ausgeweitet. Damit wurde aus der anfänglichen Münzunion eine vollwertige Währungsunion.
Parallel zu den Ereignissen gab es zu Beginn des 20. Jahrhunderts in Kopenhagen massive Spekulationen am Immobilienmarkt, deren Finanzierung hauptsächlich auf ausländischen Krediten basierte. Im Jahr 1907 führten wirtschaftliche Turbulenzen im Ausland zu Kreditrückforderungen und damit zu Zahlungsengpässen, die zahlreiche Banken von Kopenhagen in Schwierigkeiten brachten. Zur gleichen Zeit erhöhte sich der Diskontierungsfaktor von 6 auf 8 %. 1908 kam es zu einer schwerwiegenden Bankenkrise, in deren Folge 1910 eine Kommission einberufen wurde, die Verordnungen für Banken erstellte. Das Bankengesetz wurde allerdings erst im Jahr 1919 in Kraft gesetzt.
Am 1. August 1914 erreichten Dänemark die ersten Nachrichten über den Ausbruch des Ersten Weltkrieges, woraufhin die Bevölkerung begann, ihr Bargeld gegen Gold einzutauschen. Dabei entsprachen 2480 Kronen einem Kilogramm Gold. Am 2. August 1914 wurde das Recht zum Umtausch von Geld in Gold vorübergehend aufgehoben, da zu dieser Zeit bereits Banknoten im Wert von 5 Millionen Kronen getauscht wurden. Im Vergleich dazu betrug der gesamte Banknotenumlauf 146 Millionen Kronen. Wenige Tage später erfolgte außerdem der Stopp des Goldexports. In den Jahren vor beziehungsweise während des Ersten Weltkrieges kam es aber zur gewinnbringenden Ausnutzung von Wechselkursunterschieden in den Ländern der Währungsunion, was dazu führte, dass dänische und norwegische Banknoten in Schweden zu einem höheren Kurs in Gold getauscht wurden. Als Schweden 1915 diese Banknoten nur noch mit einem Abschlag tauschte, wurde das Ende der Währungsunion eingeleitet. Sie galt offiziell noch bis 1924, war aber bedingt durch die Goldexportverbote de facto außer Kraft gesetzt.

### Ende der Golddeckung, große Währungsreform, Eurobindung (1924 bis heute)
Am 20. Dezember 1924 wurde ein Gesetz zur Anpassung des Wertes der dänischen Krone erlassen, da dieser zu Beginn des Jahres 1924 bei gerade einmal 60 % des Vorkriegswertes lag. Daher sollte der aktuelle Wert der dänischen Krone wieder auf den ursprünglichen Wert von 2480 Kronen für ein Kilogramm Gold angenähert werden. Das Ziel, eine zehnprozentige Wertsteigerung in zwei Jahren, sollte mit Veränderungen in der Geld- und Außenhandelspolitik verwirklicht werden. Allerdings stieg der Wert innerhalb von sechs Monaten um 30 %, was zu schwerwiegenden Problemen für die dänische Industrie führte. Der gesetzlich festgelegte Wertanstieg ermöglichte es außerdem, dass Spekulanten durch Investitionen in die Währung erhebliche Gewinne realisieren konnten. Im Jahr 1927 gelang es, den Vorkriegswert der dänischen Krone zu erreichen, was sich jedoch in Form einer Deflation negativ auf die Wirtschaft auswirkte. Das führte unter anderem zu einer Arbeitslosenquote von 21 bis 22 %. Die Konsequenz der Krise war, dass der Goldstandard 1931 endgültig abgeschafft wurde.
Die Banknoten, die zur großen Währungsreform nach dem Zweiten Weltkrieg eingeführt wurden, haben bis heute Gültigkeit. Allerdings werden alte Scheine sukzessive aus dem Verkehr gezogen und durch die neue Serie von 1997 ersetzt.
Die Euroeinführung in den Ländern der Europäischen Union im Jahr 2002 wurde in Dänemark durch einen Volksentscheid am 28. September 2000 verhindert. Der Wechselkurs der dänischen Krone ist jedoch mit einer maximalen Schwankungsbreite von 2,25 % an den Euro gebunden.

## Bargeld

### Münzen

#### Gebrauchsmünzen
Aktuell werden dänische Münzen von der Dänischen Nationalbank in sechs verschiedenen Werten zu 50 Øre sowie zu 1, 2, 5, 10 und 20 Kronen ausgegeben. Seit 1925 pflegt Dänemark die Tradition, seine Münzen mit einem Loch in der Mitte zu kennzeichnen. Die zwischen 1989 und 1993 eingeführte aktuelle Münzserie hat diese Besonderheit bei den 1-, 2- und 5-Kronen-Münzen. Vor Beginn der Einführung der neuen Münzen bestand ein umfangreicher Reformbedarf, da es keine logische Relation zwischen der physischen Größe und dem Wert der jeweiligen Münze gab. Daher werden die aktuellen Münzen mit jeder Nennwertsteigerung größer und schwerer.
Das Äußere der Münzserie soll die Unterscheidbarkeit zwischen den Münzen erleichtern. Daher ist die aktuelle Serie in drei Teile unterteilt, wobei jeder Teil eine eigene Farbe aufweist. Die Farbunterteilung hat geschichtliche Hintergründe, da früher der Wert der Münzen identisch mit dem des Metalls war, aus dem sie geprägt wurden. Den höchsten Nennwert stellte Gold dar, darauf folgten Silber und Kupfer. Der Zusammenhang zwischen Farbe und Wert wurde in der gegenwärtigen Münzserie erneut aufgegriffen. Die 50-Øre-Münze besteht aus kupferfarbener Bronze, die 1-, 2- und 5-Kronen-Münze aus silberfarbenen Kupfer-Nickel-Legierung. Die 10- und die 20-Kronen-Münze besteht aus goldfarbener Aluminium-Bronze. Des Weiteren gibt es glatte und geriffelte Münzränder, die das Unterscheiden für Blinde und Sehbehinderte erleichtern soll. Traditionell werden die größten dänischen Münzen, derzeit die 10- und 20-Kronen-Münzen, mit dem Porträt des Staatsoberhauptes versehen. Um eine möglichst große Ähnlichkeit zu gewährleisten, wurde das Porträt von Königin Margarethe bereits mehrfach neu gestaltet. Zuletzt geschah das im Jahr 2011. Im Jahr 2003 wurden die Rückseiten der Münzen überarbeitet und die vorher vorhandenen Ornamente entfernt.
| Münzwert  | Vorderseite | Rückseite | Farbe   | Durchmesser | Gewicht | Rand                   | Ausgabedatum                                |
| --------- | ----------- | --------- | ------- | ----------- | ------- | ---------------------- | ------------------------------------------- |
| 5 Øre     |             |           | bronze  | 24,5 mm     |         |                        | 1963                                        |
| 5 Øre     |             |           | bronze  | 15,5 mm     |         |                        | 1973                                        |
| 10 Øre    |             |           | silbern | 17,5 mm     |         |                        | 1954                                        |
| 25 Øre    |             |           | silbern | 22,5 mm     |         |                        | 1967                                        |
| 25 Øre    |             |           | bronze  | 16,5 mm     | 2,8 g   |                        |                                             |
| 50 Øre    |             |           | bronze  | 21,5 mm     | 4,3 g   | glatt                  | 3. Juli 1989                                |
| 1 Krone   |             |           | silbern | 24,5 mm     |         |                        | 1966                                        |
| 1 Krone   |             |           | silbern | 20,25 mm    | 3,6 g   | geriffelt              | 26. Januar 1993                             |
| 2 Kronen  |             |           | silbern | 24,5 mm     | 5,9 g   | unterbrochen geriffelt | 26. Januar 1993                             |
| 5 Kronen  |             |           | silbern | 28,5 mm     | 9,2 g   | geriffelt              | 10. April 1990                              |
| 10 Kronen |             |           | golden  | 23,35 mm    | 7,0 g   | glatt                  | 1989–1993, 1994–1999, 2001–2010, 2011–heute |
| 20 Kronen |             |           | golden  | 27,0 mm     | 9,3 g   | unterbrochen geriffelt | 1989–1993, 1994–1999, 2001–2010, 2011–heute |

Das 50-Øre-Stück ist seit 2008 die kleinste dänische Münze. Münzen mit Nennwerten von 1 und 2 Øre wurden zum 1. April 1973 ungültig, 5- und 10-Øre-Münzen wurden mit der Münzreform zum 1. Juli 1989 abgeschafft. Ausschlaggebend für die Entscheidung war, dass die Kaufkraft der beiden Münzen vernachlässigbar klein wurde und die Produktionskosten der Münzen deren Nennwert überstiegen. Durchschnittlich kostete die Produktion einer 5-Øre-Münze etwa 8 Øre und die einer 10-Øre-Münze betrug circa 20 Øre. Weiterhin wurde die bis dato kleinste Kronenbanknote, der 20-Kronen-Schein, durch die 20-Kronen-Münze ersetzt, denn der 20-Kronen-Schein hatte einen vergleichsweise geringen Wert und der Umgang mit ihm erfolgte daher weniger sorgsam als bei größeren Banknoten. Das hatte eine geringere Lebensdauer zur Folge, was sich wiederum in hohen Kosten für die Nationalbank niederschlug.
Mit Wirkung zum 1. Oktober 2008 wurde auch das 25-Øre-Stück abgeschafft, da auch hier die Kaufkraft zu gering und die Produktionskosten zu hoch waren. Bis 1. Oktober 2011 konnten 25-Øre-Münzen in den Banken umgetauscht werden. Als Konsequenz der Abschaffung fanden neue Rundungsregeln Anwendung. Dabei werden Beträge von 0,25 Kronen bis 0,74 Kronen auf 50 Øre gerundet und die anderen Beträge auf den nächstgrößeren beziehungsweise -kleineren vollen Kronenbetrag gerundet. Die neuen Rundungsregeln werden allerdings nur im Barzahlungsverkehr angewendet. Im bargeldlosen Zahlungsverkehr werden weiterhin exakte Summen ohne jegliche Rundungen verbucht.

#### Gedenk- und Sondermünzen
Die Ausgabe von Gedenkmünzen für besondere Ereignisse der königlichen Familie ist eine dänische Tradition. Solche Ereignisse sind beispielsweise Thronbesteigungen, Jubiläen, Hochzeiten und Geburtstage. So wurden Münzen zu Königin Margrethes 50., 60. und 70. Geburtstag, zur Hochzeit von Kronprinz Frederik und Mary Donaldson, zur Hochzeit von Prinz Joachim und Alexandra Manley, dem Silberjubiläum von Königin Margarethe, der Silberhochzeit von Königin Margarethe und Prinz Henrik und dem 1000-Jahr-Jubiläum der ersten offiziellen dänischen Münze geprägt.
Außerdem gibt die Dänische Nationalbank auch thematische Sondermünzen aus, die offizielle Zahlungsmittel sind und jederzeit bei der Dänischen Nationalbank gegen den geprägten Nominalwert getauscht werden können. Alle Sondermünzen werden in einer Auflage von 1,2 Millionen Stück geprägt, so auch die Münzen mit den zehn Turmmotiven. Am 20. Juni 2007 wurde die letzte Münze dieser Serie ausgegeben, die das Rathaus von Kopenhagen als Motiv trägt. Die Serie zeigt Türme mit verschiedenen Funktionen in den unterschiedlichen Regionen Dänemarks. Gezeigt werden die Rathäuser von Aarhus und Kopenhagen, die alte Kopenhagener Börse, die Christiansborg und der Gänseturm der Burg Vordingborg. Auch dem Wasserturm von Svaneke, der Dorfkirche von Landet, dem Leuchtturm von Nólsoy und dem Schloss Gravenstein wurde eine Münze gewidmet. Auf einer Münze wurde nicht ein Turm, sondern die „Drei Brüder“ abgebildet. Das sind Steinpyramiden, die viele hundert Jahre den Navigatoren als Seezeichen für eine sichere Schiffsroute an der Westküste Grönlands dienten.
„Das hässliche Entlein“, „Die kleine Meerjungfrau“, „Der Schatten“, „Die Schneekönigin“ und „Die Nachtigall“ sind die Namen der Münzen, die 2005 in der Märchenmotivserie zu Ehren von Hans Christian Andersen erschienen sind.
Zum internationalen Polarjahr 2007 gab die Dänische Nationalbank Münzen mit Motiven der Polarregion aus. Motive waren dabei der Polarbär, die Polarlichter sowie der hellste Stern am Nachthimmel, der Sirius.
Da Dänemark eine Seefahrernation ist, wurde auch das Thema Schiffe von der Nationalbank ausgewählt. Die Münzen stellen verschiedene Schiffstypen dar, darunter die Vædderen, die Fregatte Jylland, die Selandia, das Wikingerschiff Havhingsten, die königliche Yacht Dannebrog, das Feuerschiff Nr. XVII, das Färöboot, das grönländische Robbenfellboot Umiak, die Containerschiffsklasse Emma Mærsk und das Binnendampfschiff Hjejlen von 1861.
Anlässlich des hundertjährigen Jubiläums der Veröffentlichung von Niels Bohrs Atomtheorie gab die Dänische Nationalbank eine neue Münzserie heraus, deren gemeinsames Thema die von dänischen Wissenschaftlern entwickelten wissenschaftlichen Theorien sind. Alle vier Münzen der Serie wurden am 7. Oktober 2013 ausgegeben und ihre Motive waren Niels Bohrs Atommodell, Hans Christian Ørsteds Experiment zum Elektromagnetismus, Ole Rømers Diagramm zur Beschreibung der Lichtgeschwindigkeit und Tycho Brahes Sternbild Kassiopeia zur Hervorhebung des Sterns Stella Nova.

### Banknoten
In Dänemark sind Banknoten in fünf verschiedenen Werten zu 50, 100, 200, 500 und 1000 Kronen im Umlauf. Die noch im Umlauf befindlichen alten Banknoten der Serien seit 1945 sind bis heute gültig. Diese sowie die aktuelle 1000-Kronen-Note werden jedoch zum 31. Mai 2025 außer Kurs gesetzt.

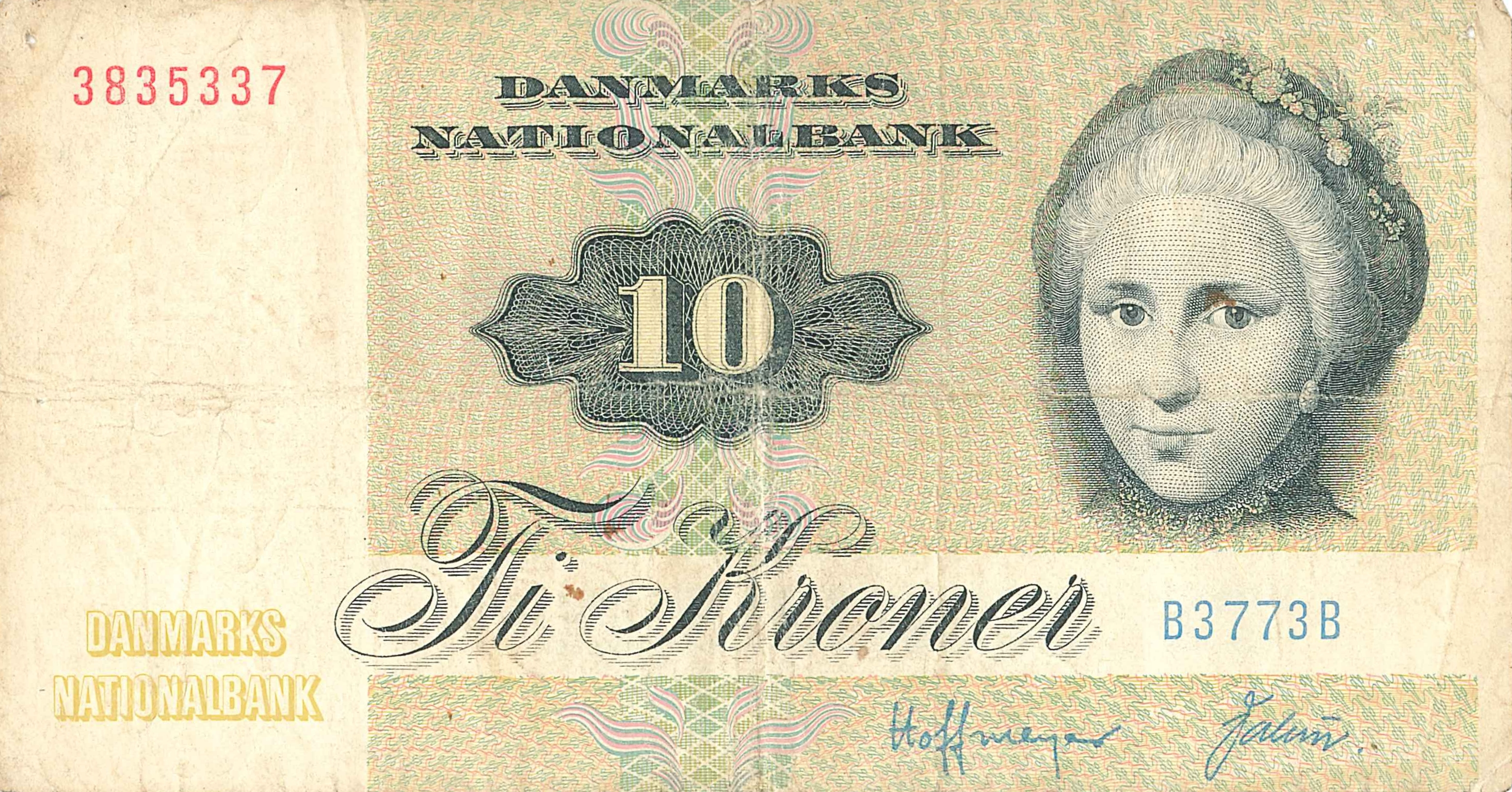
10 Kronen (1972) Vorder- …

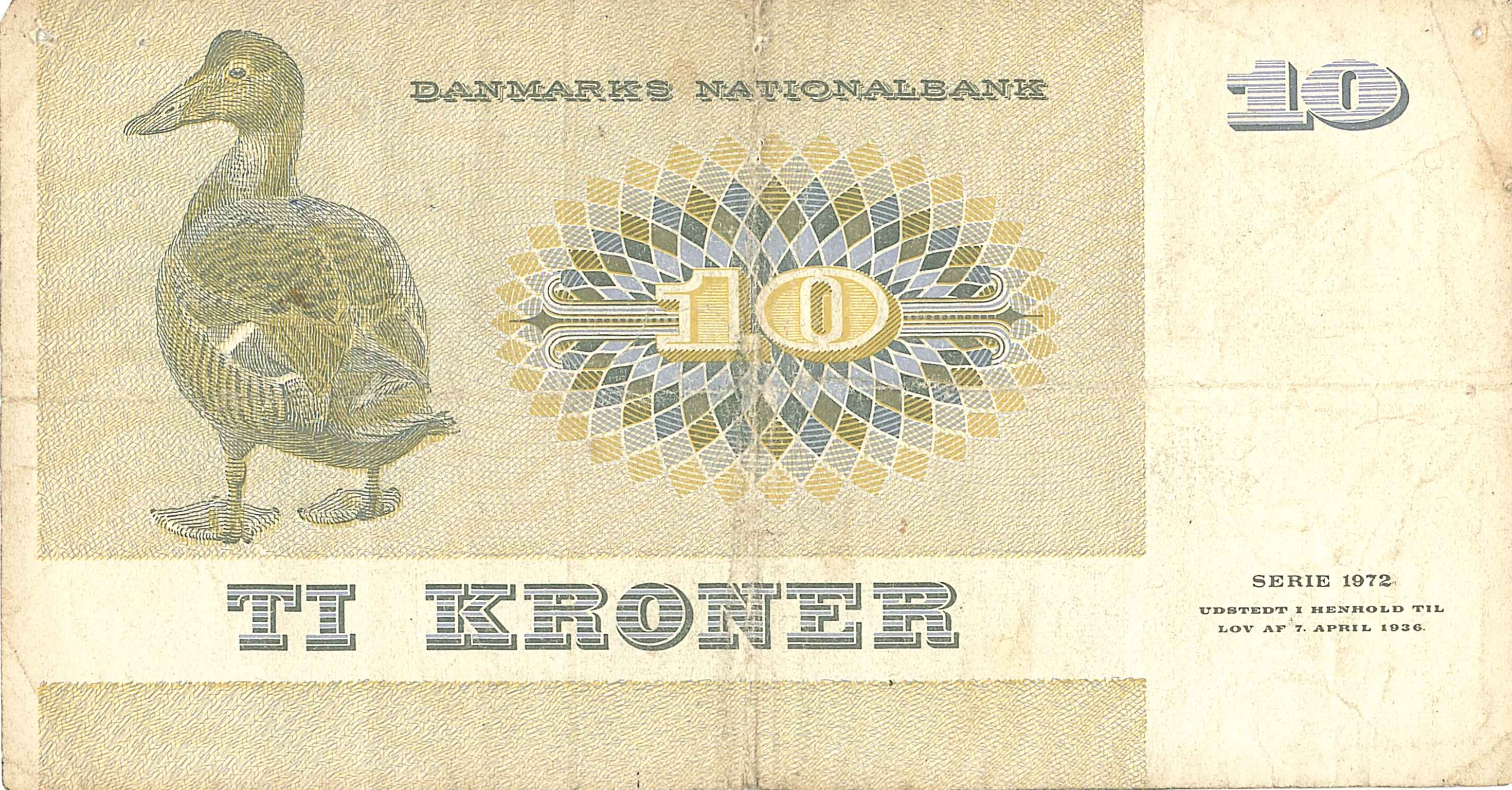
… und Rückseite

2008 gab die Dänische Nationalbank bekannt, eine Serie mit neuen Sicherheitsmerkmalen auszugeben, da die Währungsserie von 1997 nicht mehr die Anforderungen an die Fälschungssicherheit erfüllt, was im technologischen Fortschritt der Fälscher begründet ist. Das Entwerfen dieser Banknotenserie wurde bereits 2006 durch die Dänische Nationalbank veranlasst. Am 11. August 2009 wurde als erste der neuen dänischen Serie die 50-Kronen-Banknote und am 4. Mai 2010 die neue 100-Kronen-Banknote ausgegeben. Es folgten am 19. Oktober 2010 die 200-Kronen-Note und am 15. Februar 2011 die 500-Kronen-Note. Mit der Ausgabe der 1000-Kronen-Note am 24. Mai 2011 wurden die Serie vervollständigt. Die Motive der neuen Banknoten wurden von der Künstlerin Karin Brigitte Lund entwickelt und beinhalten dänische Brücken und Landschaften sowie prähistorische Funde. Die Künstlerin hat die Motive auf zwei verschiedene Weisen interpretiert. Die Brücken sind einerseits die Verbindungen zwischen verschiedenen Teilen Dänemarks und andererseits die Verbindung zwischen Vergangenheit und Gegenwart. Dabei wird die Gegenwart durch die Brücken und die Vergangenheit durch fünf markante prähistorische Objekte dargestellt. Als Brückenmotive auf der Vorderseite wurden Sallingsundbroen (50 Kronen), Den Gamle Lillebæltsbro (100 Kronen), Knippelsbro (200 Kronen), Dronning Alexandrines Bro (500 Kronen) und Storebæltsbroen (1000 Kronen) ausgewählt. Zu den prähistorischen Motiven auf der Rückseite zählen das Tongefäß Skarpsallingkarret (50 Kronen), der Dolch von Hindsgavl (auf Fænø; 100 Kronen), die Gürtelplatte von Langstrup (Bælteplade fra Langstrup) (in Nordseeland; 200 Kronen), der Bronzeeimer von Keldby (auf Møn; 500 Kronen) und der Sonnenwagen von Trundholm (1000 Kronen).
Im Interesse der Blinden und Sehbeeinträchtigten sollen die 100- und 200-Kronen-Banknoten Erhöhungen haben, die das Unterscheiden erleichtern sollen. Außerdem werden die Banknoten weiterhin in ihrer Größe variieren.
| Banknoten                                                                |        | Bankmünzen |       |
| ------------------------------------------------------------------------ | ------ | ---------- | ----- |
| 1000 Kronen                                                              | 28,988 | 20 Kronen  | 2,369 |
| 500 Kronen                                                               | 14,037 | 10 Kronen  | 1,220 |
| 200 Kronen                                                               | 04,729 | 5 Kronen   | 0,673 |
| 100 Kronen                                                               | 05,485 | 2 Kronen   | 0,511 |
| 50 Kronen                                                                | 01,218 | 1 Krone    | 0,508 |
|                                                                          |        | 50 Øre     | 0,167 |
|                                                                          |        | 25 Øre     | 0,162 |
| Summe                                                                    | 54,456 | Summe      | 5,610 |
| Angaben in Milliarden Kronen exklusive Gedenkmünzen und Färöische Kronen |        |            |       |

### Bargeldumlauf
Zum Ende des Jahres 2009 waren insgesamt 60,1 Milliarden Kronen im Umlauf. Das waren 500 Millionen Kronen weniger als im Vorjahr. Die Summe im Umlauf befindlicher Banknoten fiel von 55,1 Milliarden Kronen im Jahr 2008 auf 54,5 Milliarden Kronen im Jahr 2009, und der Münzumlauf erhöhte sich im Jahr 2008 zum Jahr 2009 um 0,1 Milliarden Kronen auf 5,6 Milliarden Kronen.
Im Gegensatz zu Münzen haben Banknoten eine beschränkte Lebensdauer. Bevor sie abgenutzt und verschmutzt sind, müssen Banknoten ersetzt werden, um eine hohe Qualität im Umlauf zu gewährleisten. Die Lebensdauer einer Banknote ist abhängig von ihrem Nominalwert, da Banknoten mit hohen Nennwerten im Alltag weniger oft im Gebrauch sind. Während eine 50-Kronen-Banknote nach ungefähr 18 Monaten ausgetauscht werden muss, beträgt die Lebensdauer einer 1000-Kronen-Banknote etwa fünf Jahre.

### Fälschungen und Sicherheitsmerkmale
Die 500-Kronen-Note ist die meistgefälschte dänische Banknote. Im Jahr 2009 wurden insgesamt 356 gefälschte Banknoten aus dem Geldkreislauf gezogen, was verglichen mit dem Jahr 2008 einen Rückgang von 161 Banknoten bedeutet und im internationalen Vergleich einer sehr geringen Fälschungsrate entspricht. Beispielsweise wurden 2008 von der Englischen Nationalbank 686.000 gefälschte Banknoten aus dem Verkehr gezogen.
Größere Mengen gefälschter Münzen tauchten nur selten im Zahlungsverkehr auf. Im Jahr 2002 wurde ein Fall bekannt, in dem 20-Kronen-Münzen mit einem Gesamtwert von etwa 100.000 Kronen beschlagnahmt wurden. Die gefälschten Münzen waren nicht geprägt, sondern gegossen worden und daher von schlechter Qualität. Abgesehen von diesem Fall wurden seit 1996/97 keine größeren Mengen gefälschter Münzen im Geldkreislauf gefunden.
Fälschen, versuchtes Fälschen oder die Förderung und Beihilfe zur Fälschung sind Straftatbestände nach den §§ 166–170 des dänischen Strafgesetzbuches und werden mit einer Freiheitsstrafe von bis zu zwölf Jahren geahndet. Das gilt ebenso für das Fälschen ausländischer Banknoten und Münzen. Durch die allgemeine Verfügbarkeit von Laserdruckern und hochauflösenden Scannern gelang es Kindern und Jugendlichen, Banknoten zu kopieren, von denen einige sogar in den Geldkreislauf gerieten. Da allerdings auch das Fälschen „zum Spaß“ eine Straftat darstellt, leitete die Dänische Nationalbank im Jahr 1997 Präventionsmaßnahmen ein und versendete Aufklärungsposter an Schulen sowie Kinder- und Jugendeinrichtungen. Man hoffte damit, die Zielgruppe vor Verwicklungen in Straftaten zu bewahren. Bisher wurde festgestellt, dass nur wenige Versuche unternommen wurden, die neuen Sicherheitsmerkmale zu kopieren.
Am 4. Mai 2010 wurde die neue 100-Kronen-Banknote als die zweite der neuen fälschungssicheren Banknotenserie ausgegeben. Sie soll das Fälschen und Kopieren originaler Banknoten erschweren, da insgesamt sechs Sicherheitsmerkmale in die Geldscheine integriert wurden:
- Das Hologramm ist das Auffälligste. Wird die Banknote gekippt, verändern die Linien des Hologramms ihre Farbe.
- Das Wasserzeichen wird sichtbar, sobald die Banknote gegen das Licht gehalten wird.
- Durch einen Tiefendruck des Motivs und der Währungsangabe wurde ein weiteres Sicherheitsmerkmal geschaffen. Außerdem ist die Farbschicht so stark, dass man sie mit den Fingern ertasten kann.
- In der Banknote befindet sich ein versteckter Sicherheitsstreifen, der beim Durchleuchten der Banknote sichtbar wird.
- Ein weiterer, allerdings sichtbarer Sicherheitsfaden trägt das Motiv einer sich bewegenden Welle. Wenn die Banknote nach oben oder unten gekippt wird, bewegt sich das Motiv seitwärts. Wird die Banknote seitlich bewegt, neigt sich das Motiv nach oben beziehungsweise unten.
- Das letzte Sicherheitsmerkmal ist die Fluoreszenz der Banknote. Im Banknotenpapier befinden sich fluoreszierende Fasern, welche unter ultraviolettem Licht leuchten. Zusätzlich sind fluoreszierende Muster auf die Banknote gedruckt.[22]

## Geldpolitik

### Überblick

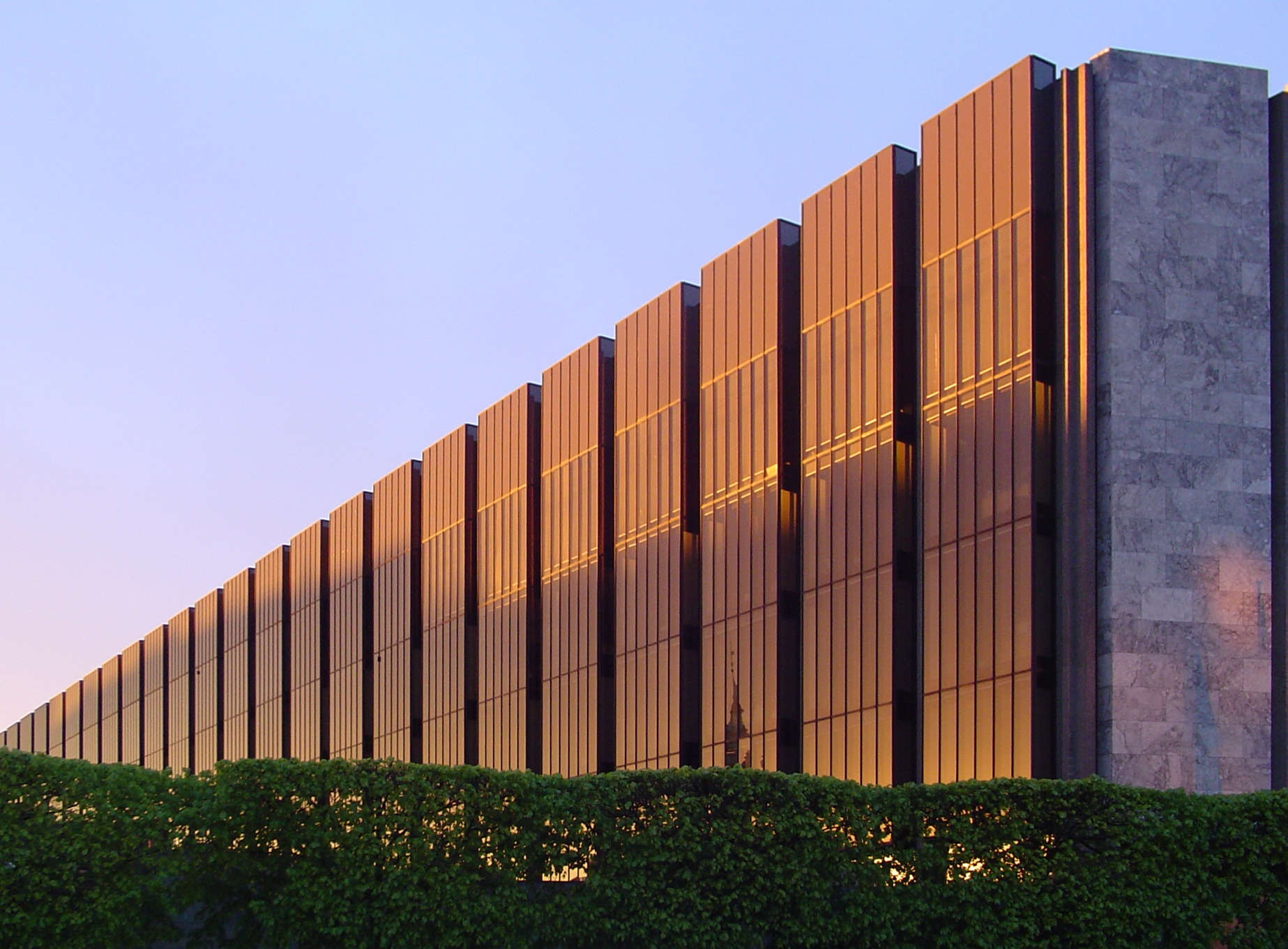
Gebäude der Dänischen Nationalbank

Die am 1. August 1818 als private Gesellschaft gegründete Dänische Nationalbank mit Sitz in Kopenhagen wurde 1936 zu einer selbstverwalteten staatlichen Institution umstrukturiert. Sie trägt die vollständige Verantwortung für ihre Geldmarktpolitik und hält die Währungsreserven sowohl für Dänemark als auch für die Färöer und Grönland bereit.
Ziel der Zentralbank ist die Gewährleistung der Stabilität der dänischen Krone. Weiterhin unterstützt und reguliert sie den Geldtransfer und die Kreditvergabe. Dänemarks Nationalbank verfolgt primär drei Grundsätze:
- Die Gewährleistung der Preisstabilität durch eine geringe Inflation. Das wird im Rahmen einer festen Wechselkurspolitik angestrebt.
- Die Sicherheit von Bezahlungen und die Wirksamkeit und Effizienz des Geschäftsbankensystems.
- Die Aufrechterhaltung der Stabilität des Finanzsystems. Das wird erreicht durch die Beaufsichtigung der nationalen Zahlungssysteme, die Aufstellung von Statistiken und das Managen der Staatsverschuldung.[23]

### Beziehungen zum Euro
Der Euro ist eine der wichtigsten ausländischen Währungen für die Dänen, denn viele der von ihnen bevorzugen Urlaubsziele liegen in Mitgliedsstaaten der Europäischen Union. Auch Dänemarks Außenhandelsbeziehungen mit Euro-Mitgliedsländern sind von zentraler wirtschaftlicher Bedeutung und machen die Hälfte der Exportleistung des Landes aus. Ebenso besuchen zahlreiche ausländische Touristen Dänemark, und viele dänische Geschäfte akzeptieren daher die Zahlung in Euro.
Seit 1973 ist Dänemark Mitglied in der Europäischen Union. Im Rahmen eines Referendums wurde der EU-Vertrag von Maastricht 1992 abgelehnt, in dem insbesondere die Bestimmungen zur Europäischen Wirtschafts- und Währungsunion geregelt werden. Ein Jahr später erfolgte die Zustimmung zum EU-Vertrag nur aufgrund mehrerer Opting-outs, die es Dänemark unter anderem ermöglichten, die Krone zu erhalten, während andere Mitglieder der Europäischen Union 1999 den Euro annahmen. Das Design möglicher dänischer Euromünzen wurde am 22. August 2000 – für ein hypothetisches Einführungsjahr 2004 – auf einer Pressekonferenz bekanntgegeben. Auf den Münzentwürfen war entweder Königin Margrethe II. oder, auf den kleinen Münzen, die dänische Königskrone abgebildet. Eine Volksabstimmung über die Einführung des Euro und die Abschaffung von Sonderregeln in der Zusammenarbeit mit der Europäischen Union fand ebenfalls 2000 statt: eine Mehrheit von 53,1 % stimmte, bei einer Wahlbeteiligung von 87,5 %, gegen den Beitritt zur Eurozone. Grund für die Ablehnung der dänischen Wähler war die Angst, die Stabilitätskriterien der Europäischen Währungsunion nicht erfüllen zu können. Rückblickend betrachtet war Dänemark jedoch oft wirtschaftlich besser aufgestellt als einige Staaten der Eurozone. Vor dem Hintergrund der Eurokrise 2008 wurde diskutiert, die Dänen möglicherweise 2011 erneut über den Beitritt des Landes zum Euroraum abstimmen zu lassen. Eine erneute Volksbefragung sollte es erst geben, wenn eine Zustimmung zum Euro wahrscheinlich ist. Im Mai 2013 verschob Dänemark die Einführung des Euro auf unbestimmte Zeit bei Wechselkursbindung.

### Wechselkursmechanismus
Ziel der Geldmarktpolitik ist es, den Wert der Krone im Vergleich zum Euro stabil zu halten. Auf Grund des europäischen Währungssystems besteht seit 1999 eine enge Verbindung zwischen Dänemark und dem Euroraum, obwohl sich das dänische Volk gegen den Euro ausgesprochen hat. Die dänische Krone unterliegt dem Wechselkursmechanismus II.

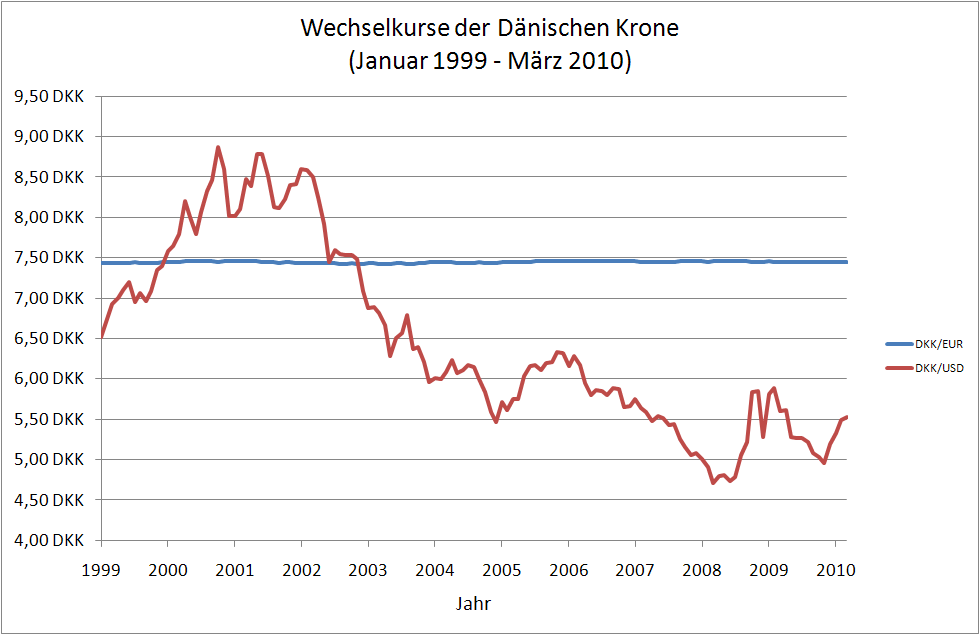
Wechselkurse Januar 1999 – März 2010 DKK/EUR und DKK/USD

Der Wechselkursmechanismus II ist eines der EU-Konvergenzkriterien zur Euroeinführung und legt eine maximale Schwankungsbreite des Wechselkurses der dänischen Krone zum Euro fest. Die Schwankung darf höchstens ± 2,25 % um den festgelegten Leitkurs von 1 Euro = 7,46038 Kronen betragen. Damit ist die dänische Krone stark an den Euro gebunden, was einen schwankenden Wechselkurs gegenüber Währungen, die nicht an den Euro gebunden sind, zur Folge hat. Dazu gehört zum Beispiel der US-Dollar.
Eine starke Beeinflussung der Marktzinsen erfolgt durch die Änderungen des Leitzinses durch die Zentralbank. Das heißt, dass die Dänische Nationalbank ihren Leitzins anpasst, wenn die Europäische Zentralbank den Refinanzierungszins ändert. In der Folge entsteht oft ein Kreislauf, weil auch die Geschäftsbanken die Zinssätze für Konsumentenkredite, Hypotheken und die Guthabenzinsen für Sparkonten anpassen. Sollte es trotzdem Anzeichen für eine Überschreitung der Bandbreite geben, muss die Dänische Nationalbank reagieren. Erfolgt keine Veränderung, schaltet sich zusätzlich die Europäische Zentralbank ein.
Ein Vorteil der Bindung an den Euro ist, dass die Krone einen gewissen Schutz vor spekulativen Währungsgeschäften erhält. Auch sind die Kurssicherungskosten bei Geschäften mit dem Euroraum niedrig oder sie entfallen ganz. Bisher bedurfte es – mit Ausnahme der Zeit der Abstimmung über die Einführung des Euro im September 2000 – kaum Maßnahmen zur Kursstabilisierung. Um den Abstand zwischen dem dänischen und dem EZB-Leitzins anzupassen, wurden Phasen der Kronenstärke genutzt.

### Annahmezwang für Bargeld
Im Jahr 2015 wurde in Dänemark der Annahmezwang für Bargeld teilweise abgeschafft. Kleine Läden, Tankstellen und Restaurants können seitdem selbständig entscheiden, ob sie noch Bargeld annehmen. Den Unternehmen sollen die Kosten und der Zeitaufwand durch die Bargeldabwicklung erspart werden. Viele Tankstellen nehmen bereits kein Bargeld mehr an. Im Jahr 2023 hat die Nationalbank restriktive Maßnahmen ergriffen, um Geldwäsche, Drogenhandel und andere kriminelle Aktivitäten einzudämmen. Geschäftsbanken müssen auf Aufforderung einen Herkunftsnachweis erbringen, wenn sie bei der Nationalbank dänische Kronen einzahlen. In der Praxis bedeutet dies, dass Banknoten zu 500 und 1000 Kronen vom Handel und den Geschäftsbanken in großen Stückzahlen nicht mehr gerne angenommen werden. Deswegen hat in Deutschland die Reisebank den An- und Verkauf dieser Banknoten eingestellt.

## Färöer und Grönland

### Färöische Kronen
Die Färinger haben eigene Banknoten, nutzen allerdings die Münzen der dänischen Krone. Färöische Geldscheine gelten in Dänemark als ausländische Währung, wie auch dänische Kronenscheine kein Zahlungsmittel auf den Färöern sind. Dänische und färöische Banknoten können in allen Banken gebührenfrei im Verhältnis eins zu eins gewechselt werden. Die färöische Krone ist keine eigenständige Währung, sondern eine gesonderte Auflage der dänischen Banknote mit einem individuellen Design. Sie entspricht dem Format und Wert der dänischen Banknoten. Auf der Vorderseite sind auf den Färöern beheimatete Lebewesen und auf der Rückseite färöische Landschaften abgebildet. Die Dänische Nationalbank hat auch die Hoheit über den Druck und die Ausgabe der färöischen Krone. Nach Zahlung eines Betrages in dänischen Kronen auf ein Konto der Nationalbank erhält die färöische Landesregierung färöische Banknoten entsprechend dem eingezahlten Wert. Am Ende des Jahres 2009 waren färöische Banknoten im Wert von 362 Millionen Kronen im Umlauf.
Während der britischen Besetzung der Färöer-Inseln im Zweiten Weltkrieg trat ein Engpass in der Münzversorgung auf, der die Briten zwang, 1-Øre-, 2-Øre-, 5-Øre-, 10-Øre- und 25-Øre-Münzen zu prägen. Dabei bestanden die drei kleinsten Einheiten aus Bronze und die größeren beiden aus Kupfernickel. Die Prägungen des Jahres 1942 sind identisch mit den Vorkriegsmünzen. Es fehlt lediglich das kleine Loch als Erkennungsmerkmal für Münzen der königlichen dänischen Münzstätte in Kopenhagen. Die Münzen wurden jedoch in Dänemark nicht mehr ausgegeben, als das Land beschloss, seine Münzen aus Zink zu prägen.
Die modernen färöischen Banknoten wurden in den 1950er-Jahren eingeführt, und noch im Geldkreislauf befindliche alte Banknoten wurden aus dem Verkehr gezogen und entwertet. Die aktuelle färöische Banknotenserie beinhaltet Motive der landestypischen Flora und Fauna und wurde über eine Periode von vier Jahren zwischen 2001 und 2005 ausgegeben. Die Vorderseite der Noten zeigt Fragmente färöischer Tiere und vermittelt das Leben und die Artenvielfalt auf den Färöern. Eine besondere Leichtigkeit wird den Banknoten durch die Aquarelle des färöischen Künstlers Zacharias Heinesen verliehen. Auf Grund der verschiedenen Farben und Motive kann man die Banknoten leicht voneinander unterscheiden. Die Banknoten haben alle die gleiche Höhe, und ihre Länge vergrößert sich mit jeder Nennwerterhöhung um einen Zentimeter. Zum Schutz vor Fälschungen wurden diverse Sicherheitsmerkmale in die Banknoten integriert.

### Grönländische Kronen
Seit 1967 gilt die dänische Krone auch in Grönland als die offizielle Währung. Am 7. April 2006 wurde vom dänischen Staatsministerium bekanntgegeben, dass ein Projekt zur Einführung einer eigenen grönländischen Banknotenserie ins Leben gerufen wurde. Die Banknoten sollten wie die Banknoten der Färöer das Format der dänischen Banknoten haben und in den Werten 50, 100, 200, 500 und 1000 Kronen in den Umlauf kommen. Auf den Banknoten sollten rein grönländische Motive sowie Text in grönländischer Sprache zu finden sein. Der Künstler Miki Jacobsen wurde beauftragt, die Banknotenserie zu entwerfen. Ein Entwurf dieses Projekts wurde am 18. August 2006 zur amtlichen Beratung eingereicht. Am 1. Juni 2007 startete das Projekt offiziell, und die Ausgabe der Banknoten sollte im Jahr 2008 beginnen. Sie waren allerdings auch 2009 noch nicht verfügbar, weshalb die geplante Ausgabe der Banknoten auf das Jahr 2011 verschoben wurde. Im Januar 2010 informierte die dänische Regierung die Dänische Nationalbank, dass es der Wunsch des neuen Parlaments von Grönland sei, die Ausgabe eigener grönländischer Banknoten neu zu überdenken. Als Konsequenz hat Dänemarks Nationalbank das Projekt vorerst eingestellt. Aus diesem Grund sind dänische Banknoten weiterhin die gesetzlichen Zahlungsmittel.